# Zjit (film fra 2012)
Zjit (russisk: Жить) er en russisk spillefilm fra 2012 af Vasilij Sigarev.

## Medvirkende
- Olga Lapsjina som Kapustina
- Marina Gavrilova
- Sasja Gavrilova
- Jana Trojanova som Grisjka
- Aleksej Filimonov som Anton